# Bruneimetopus simulans
Bruneimetopus simulans – gatunek pluskwiaka z rodziny tasznikowatych i podrodziny Isometopinae. Jedyny z monotypowego rodzaju Bruneimetopus. Zamieszkuje lasy namorzynowe Borneo.

## Taksonomia
Rodzaj i gatunek typowy opisane zostały po raz pierwszy w 2020 roku przez Artura Taszakowskiego, Kim Junggona i Aleksandra Herczka na łamach „ZooKeys” w publikacji współautorstwa Claasa Damkena, Rodzaya A. Wahaba i Jung Sunghoona. Jako miejsce typowe wskazano okolice Tutongu, w brunejskim dystrykcie o tej samej nazwie. Nazwa rodzajowa to połączenie nazwy kraju z nazwą rodzaju Isometopus. Z kolei epitet gatunkowy oznacza po łacinie „podobny” i odnosi się do podobieństwa tego pluskwiaka do Planicapitus luteus.

## Morfologia

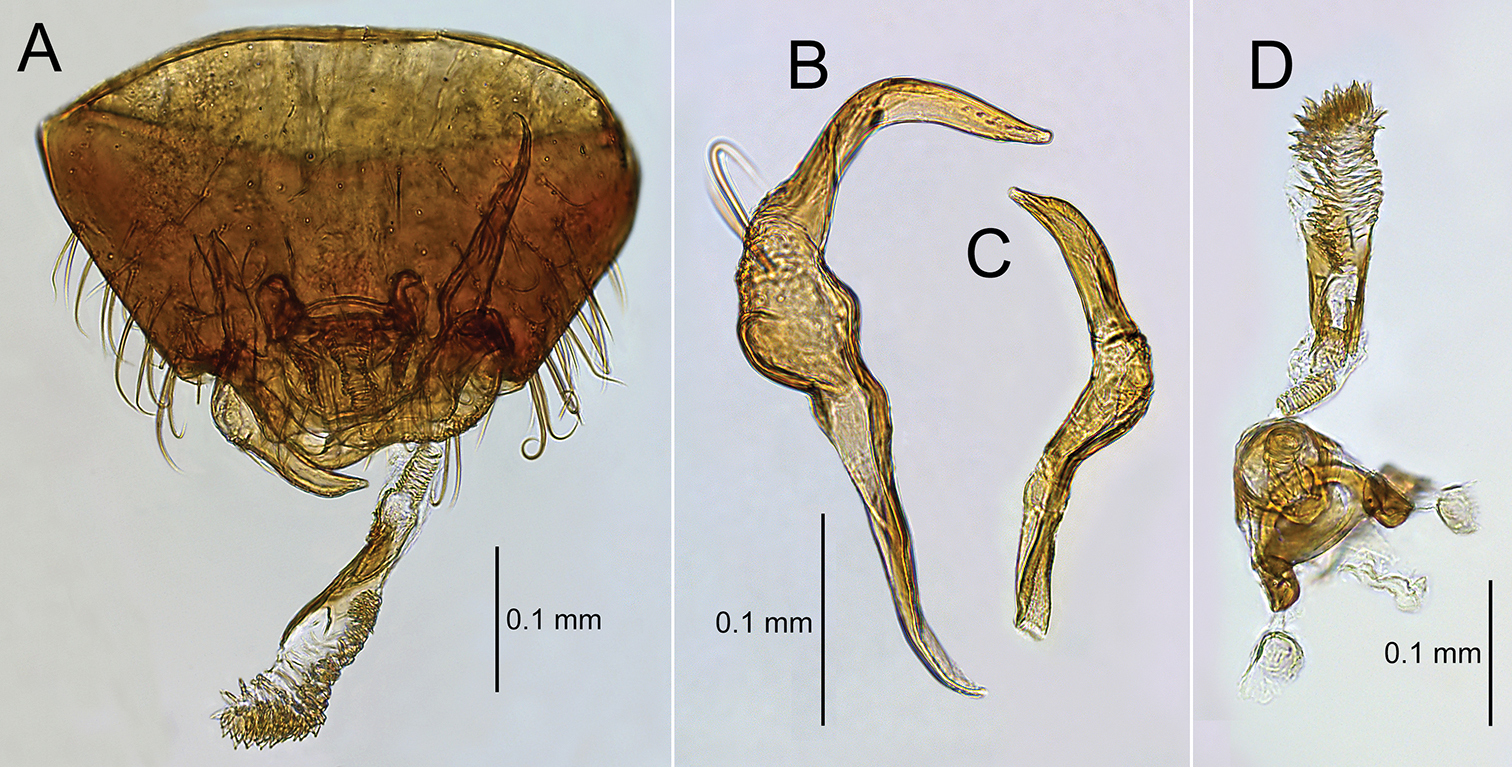
Genitalia samca. A: kapsuła genitalna w widoku grzbietowym, B: lewa paramera, C: prawa paramera, D: edeagus

Pluskwiak o owalnym, lekko wydłużonym ciele długości około 2,5 mm i szerokości około 1,1 mm. Oskórek ma błyszczący, porośnięty brązowymi, półwzniesionymi szczecinkami. Głowa jest 1,4 raza wyższa niż szeroka, lekko spłaszczona, niepunktowana, pomarszczona, ubarwiona brązowawożółto z dwubarwnym, ciemnobrązowo-żółtawym czołem, rudymi oczami złożonymi, lekko wypukłym i białym ciemieniem oraz cienkimi, żółtawymi czułkami. Kłujka sięga w spoczynku do trzeciego segmentu odwłoka. Przedplecze jest wyraźnie punktowane, ubarwione ciemnożółto z białawą krawędzią tylną i z półprześwitującymi bokami. Jego obrączka apikalna ma szereg punktów. Śródplecze jest żółtawobrązowe z lekko wysklepioną, ciemnobrązową tarczką o białym wierzchołku z czarnym czubkiem.  Propleury są ciemnożółte, zaś mezopleury i metapleury ciemnobrązowe. Ujścia gruczołów zapachowych zatułowia są lekko uwypuklone i pokryte drobnymi kolcami. Ewaporatoria mają barwę żółtobrązową. Półpokrywy są głównie żółtobrązowe z jasnoszarą zakrywką. Odnóża mają żółtobrązowe biodra, żółtobiałe z brązowymi kropkami uda, żółte z ciemnobrązowymi kropkami golenie i dwuczłonowe, żółte stopy zwieńczone pazurkami o ledwo dostrzegalnych ząbkach wierzchołkowych. Odwłok jest żółtawy do brązowego w części nasadowej i ciemnobrązowy w pozostałej. Genitalia samca mają trapezowatą kapsułę, paramerę prawą z nożowatym płatem zmysłowym, paramerę lewą półtorakrotnie dłuższą, kosowatą z wydłużonym wyrostkiem szczytowym oraz delikatnej budowy edeagus z woreczkowatą, błoniastą endosomą o częściach zewnętrzno-wierzchołkowych gęsto pokrytych drobnymi kolcami.

## Ekologia i występowanie
Owad orientalny, endemiczny dla Borneo, znany tylko z lokalizacji typowej w Brunei. Spotykany jest wśród lasów namorzynowych, w pobliżu brzegów małych cieków.